# Brionne
Brionne es una localidad y comuna francesa situada en la región de Alta Normandía, departamento de Eure, en el distrito de Bernay y cantón de Brionne.

## Demografía
| 4187 | 4348 | 4808 | 4951 | 4408 | 4449 |
| Para los censos de 1962 a 1999 la población legal corresponde a la población sin duplicidades (Fuente: INSEE [Consultar]) |      |      |      |      |      |

### Aglomeración urbana
Incluye también Calleville. Según el censo de 1999, comprendía una superficie de 25,34 km² habitada por 4.992 personas, lo que supone una densidad de 166,89 habitantes por kilómetro cuadrado. 
| 3267 | 3868 | 4498 | 4693 | 5235 | 5444 | 4959 | 4992 |
| Para los censos de 1962 a 1999 la población legal corresponde a la población sin duplicidades (Fuente: INSEE [Consultar]) |      |      |      |      |      |      |      |

## Administración
Brionne es el chef-lieu del cantón de su nombre, formado por veintitrés comunas. Aunque existe la Communauté de communes du Canton de Brionne, ésta incluye únicamente a las otras veintidós.

### Alcaldes sucesivos
- Desde marzo de 2008: Gérard Grimault (PCF)
- Desde marzo de 2001 hasta marzo de 2008: Gérard Grimault (PCF)
- Desde 1995 hasta marzo de 2001: sin datos
- Desde marzo de 1989 hasta 1995: François Loncle (PSF)
- Desde marzo de 1983 hasta marzo de 1989: François Loncle (MRG)

## Lugares de interés
- Torre de defensa normanda, del siglo XI, peculiar por su planta cuadrada.